# Plagiothecium donnianum
Plagiothecium donnianum là một loài rêu trong họ Plagiotheciaceae. Loài này được (Sm.) Mitt. mô tả khoa học đầu tiên năm 1869.